# Deutsche Streethockeynationalmannschaft
Die deutsche Streethockeynationalmannschaft wird von der DSBHB e.V. organisiert und vertritt Deutschland bei internationalen Turnieren.

## Geschichte

### Streethockey-Weltmeisterschaft 1996
1996 nahm die deutsche Nationalmannschaft erstmals an der Streethockey-Weltmeisterschaft 1996 teil. Bei der in der Slowakei ausgetragenen Endrunde erreichte die deutsche Mannschaft das Halbfinale. Im Halbfinale verlor sie mit 3:9 gegen die tschechische Mannschaft und verlor anschließend auch das Spiel um den dritten Platz gegen die Slowakei mit 1:5.

### Streethockey-Weltmeisterschaft 1998
Bei der Streethockey-Weltmeisterschaft 1998 in Tschechien. Bei der Vorrunde kam es im ersten Gruppenspiel zu gegen die Vereinigten Staaten. In diesem Spiel verlor die spanische Mannschaft mit 1:2. Das Spiel gegen Kanada ging mit 1:6 verloren, somit war der Deutschland bereits in der Gruppenphase ausgeschieden. Das unbedeutend gewordene abschließende Spiel gegen Schweiz wurde mit 3:1 gewonnen. Das deutsche Team gewann dann das Halbfinale Spiel um den fünften Platz gegen Ungarn 8:1 und verlor anschließend das Spiel um den fünften Platz gegen Österreich mit 1:2.

## Weltmeisterschaften
- Höchster Sieg: 14:1 gegen Mexiko (WM 2005)
- Höchste Niederlage: 0:11 gegen Tschechien (WM 2003)

| WM   | Austragungsort(e) | Platz     |
| ---- | ----------------- | --------- |
| 1996 | Bratislava        | 4. Platz  |
| 1998 | Litoměřice        | 6. Platz  |
| 1999 | Bratislava        | 5. Platz  |
| 2001 | Toronto           | 6. Platz  |
| 2003 | Sierre            | 7. Platz  |
| 2005 | Pittsburgh        | 10. Platz |
| 2007 | Ratingen          | 11. Platz |
| 2011 | Bratislava        | 8. Platz  |
| 2013 | St. John’s        | 8. Platz  |